# Rodolfo Guillermo Döll Rojas
Rodolfo Enrique Guillermo Döll Rojas (Santiago, 14 de septiembre de 1868 - Santiago, 29 de junio de 1948) fue un político e ingeniero chileno.

## Biografía
Fue hijo de  Fernando Döll y de Rosalía Rojas. Estudió en el Realgimnastum de Kassel, Alemania; luego en el Liceo de Valparaíso y en la Facultad de Matemáticas de la Universidad de Chile obtuvo el título de ingeniero en 1892.
Se dedicó a ejercer su profesión durante los últimos años del siglo XIX. Fue incluso profesor de matemáticas e ingeniería en el Instituto Nacional.
Trabajó en la Dirección General de Obras Públicas como secretario (1895-1897); Ingeniero de la Comisión de Límites con Argentina (1897-1902); Jefe de la sección de Arquitectura (1902-1908).
Profesor de Precios Unitarios en la Universidad de Chile (1902); profesor de Construcción General en la misma universidad (1902-1912). Director general de Obras Públicas (1908-1915). Decano de la Facultad de Matemáticas (1910-1912). Miembro de la Comisión Liquidadora del Alcantarillado de Santiago y de la Supervigilancia de la construcción del Ferrocarril trasandino por Uspallata.

## Actividades políticas
Militante del Partido Nacional. Director del Consejo de Gobierno Local (1912-1913). Fue Alcalde de la Municipalidad de La Ligua (1913-1915) y Diputado por Valparaíso y Casablanca (1915-1918). Integró en este período la comisión permanente de Hacienda y Obras Públicas.
Posterior a su elección ingresó al Partido Liberal, en el cual terminó su carrera política. En 1934 fue elegido Diputado por Petorca, San Felipe y Los Andes, en elección complementaria para el período (1933-1937), en reemplazo del fallecido parlamentario Benigno Acuña Robert. En este período formó parte de la comisión permanente de Gobierno Interior.

## Otras actividades
Se dedicó luego a labores agrícolas. Explotó los fundos “El Gomero” y “Santa Helena del Gomero” en la comuna de Maipú; “La Higuera” en La Ligua y “Los Raulíes” en Pucón, todos de su propiedad.
Perteneció a la Sociedad de Fomento Fabril (SOFOFA); socio de la Sociedad Nacional de Agricultura (SNA); socio fundador, director, presidente y miembro perpetuo de la Asociación Patronal del Trabajo.
Perteneció al Instituto de Ingenieros de Chile. Socio del Club de La Unión, Club de Septiembre, Club Alemán. Miembro del Rotary Club de La Ligua (1935-1936); del Club Naval de Valparaíso y del Club Liberal de La Ligua.
Tasador de propiedades particulares, entre otras, las propiedades de la sucesión de Juana Ross de Edwards, Banco Chile y Banco Alemán Trasatlántico de Valparaíso (1939) y la Caja de Ahorros (1942).